# Xã Jackson, Quận Elkhart, Indiana
Xã Jackson (tiếng Anh: Jackson Township) là một xã thuộc quận Elkhart, tiểu bang Indiana, Hoa Kỳ. Năm 2010, dân số của xã này là 4.288 người.